# 宽尾网纹蚤
宽尾网纹蚤（学名：Ceriodaphnia laticaudata）为蚤科网纹蚤属的动物。分布于亚洲、欧洲、北美洲、非洲、大洋洲、台湾岛以及中国大陆的广西、浙江、江苏、湖南、湖北、四川、河北、辽宁、吉林、黑龙江、云南、陕西等地，属于广温性物种。其多栖息于水草繁茂的池塘和水潭中、在湖泊沿岸和缓流的江河中以及还可生活在咸淡水中。